# Dasyomma chapelco
Dasyomma chapelco är en tvåvingeart som beskrevs av Coscaron 1995. Dasyomma chapelco ingår i släktet Dasyomma och familjen bäckflugor. Inga underarter finns listade i Catalogue of Life.